# Grismay Paumier
Pour les articles homonymes, voir Paumier (homonymie).
Grismay Paumier Charon, né le 12 juillet 1988 à Guantanamo à Cuba, est un joueur cubain de basket-ball. Il évolue au poste de pivot.

## Biographie
Il découvre le basket à 18 ans à La Havane. Il débute avec Métropolitanos.
À 20 ans, il participe, sous les couleurs de son pays, à un tournoi en Espagne d'où il ne repartira pas. En 2009, avec l'équipe de Cuba, il obtient une médaille de bronze lors du Championnat CBC.
Le 16 août 2009, Georvis Elías Sayus, Taylor García et Geofry Silvestre et Paumier demandent l'asile politique en Espagne,.
En 2010-2011, il joue en Liga EBA (la quatrième division espagnole) avec le club d’Establecimientos Otero. En 22 rencontres disputées, il tourne à 14,7 points (66,5% aux tirs) et 8,2 rebonds par match.
Le 25 mai 2011, à 21 ans, il s'engage à Berck en Nationale 2 où il évolue deux années, entre 2011 et 2013. À la fin de la saison 2012-2013, il décide de ne pas prolonger à Berck du fait que l'équipe ne soit pas parvenue à monter à l'échelon supérieur.
Durant l'été 2013, à 24 ans, il s'engage avec l'équipe de Saint-Chamond qui évolue en Nationale 1.
En décembre 2013, il réalise un très bon match contre La Rochelle qu'il termine avec 26 points, 10 rebonds et 36 d'évaluation.
En janvier 2015, il souffre une rupture du tendon rotulien et doit manquer le reste de la saison, il est remplacé par Justin Sedlak.
En 2016, il s'engage avec le SOMB avec qui il atteint la finale de la Leaders Cup. Le club est cependant relégué en NM1 à la fin de la saison.
Le 14 juin 2017, il revient à Saint-Chamond. En avril 2020, il s'engage avec le club de Limoges CSP.

## Clubs successifs
- 2007-2008 :  Metropolitanos
- 2008-2009 :  Capitalinos
- 2009-2010 :  CB Grubati Lanzarote (Championnat régional)
- 2010-2011 :  Establecimientos Otero (EBA)
- 2011-2013 :  Berck Basket Club (NM2)
- 2013-2016 :  Saint-Chamond Basket (NM1 puis Pro B)
- 2016-2017 :  SOMB Boulogne-sur-Mer (Pro B)
- 2017-2020 :  Saint-Chamond Basket (Pro B)
- 2020-2022  :  Limoges CSP (Jeep Élite)
- depuis 2022 :  Champagne Basket (Pro B)

## Palmarès
- Médaille de bronze Jeux CaribeBasket (en) en 2009
- Médailles d'argent Jeux de l'Alba 2008
- Médaille d'argent en Olympiades du sport cubain
- Meilleur intérieur NM2 en 2012 et 2013
- Meilleur intérieur NM1 en 2014
- Élu dans le meilleur cinq en NM1 en 2014
- Élu dans le deuxième cinq en NM1 en 2015
- Champion de France NM1 en 2015